# Michaił Lubuszyn
Michaił Michajłowicz Lubuszyn (ros. Михаил Михайлович Любушин; ur. 24 lipca 1983 w Moskwie) – rosyjski hokeista.

## Kariera klubowa
- Witiaź 2 Podolsk (1999–2000)
- Krylja Sowietow Moskwa (2000–2001)
- THK Twer (2001)
- Krylja Sowietow Moskwa (2001–2003)
- Dinamo Moskwa (2003–2004)
- Chimik Woskriesiensk (2004–2005)
- Witiaź Podolsk (2005)
- Siewierstal Czerepowiec (2005)
- Awangard Omsk (2005–2008)
- Torpedo Niżny Nowogród (2008–2010)
- Mietałłurg Magnitogorsk (2010–2011)
- THK Twer (2012)
- CSKA Sofia (2014)

Od października 2014 zawodnik CSKA Sofia.